# Mugi Fuchang

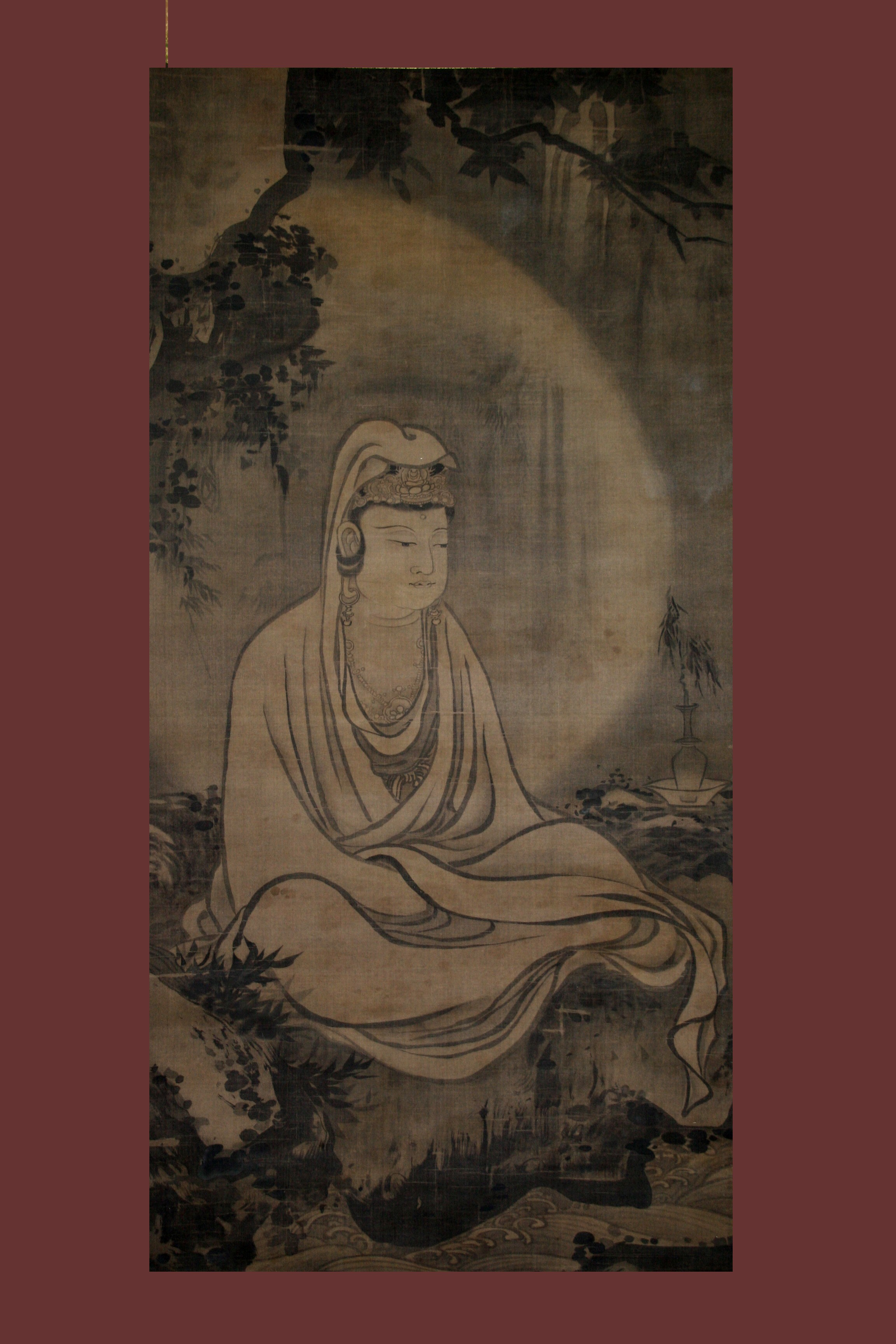
Guan Yin con toga blanca (reproducción de la época Ming, conservada en la Colección Nantoyōsō en Japón)

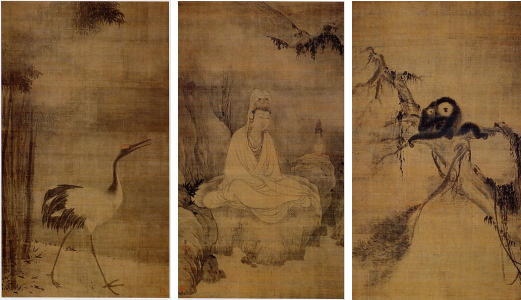
Guanyin, monos, y grulla, Daitoku-ji, Kioto, Japón.

Mugi Fuchang (1210?-1269?) (en chino: 牧溪; en japonés: 牧谿 Mokkei), también conocido como Muqi Fachang o Mu Qi Fachang (en chino: 牧溪法常), fue monje budista zen famoso por su actividad como pintor. Vivió en el siglo XIII, a finales de la dinastía Song. Se cree que se apellidaba Xue, siendo Muqi un hao (seudónimo chino) y Fachang su nombre monástico.
Se cree que Mugi era originario de la ciudad de Kaifeng (actualmente en la Provincia de Hunan) o de alguna población de Sichuan. Una pintura suya lleva la inscripción "monje de Shu (Sichuan)". Estudió en el Monasterio Wan del monte Wutai. Con más certeza se sabe que dibujó en el Lago del Oeste de Hangzhou y que refundó el monasterio abandonado de Liutong en 1215. Se dice que fue discípulo de su abad Wuzhun Shifan (1178–1269) y del pintor Liang Kai. Sus obras se consideran entre las más expresivas del movimiento Chán (Zen) de la pintura china de la época. El arte de Mu Qi incluyó una gran variedad de temas, desde los retratos a los paisajes y bodegones.
Se le atribuyen obras importantes como el tríptico de Guan Yin flanqueado por el mono de la familia y una grulla actualmente en el Daitoku-ji de Kioto; el tigre; el drágon y los abundantemente reproducidos seis caquis. Otros trabajos a veces atribuidos (o considerados "en el estilo de Mu Qi") son varios estudios de naturaleza y una pintura Luohan en el Museo de Arte Seikadō Bunko.
Su monasterio tuvo su lugar en la época dorada de la pintura monocroma en tinta china durante el movimiento Chán. La obra maestra de Mu Qi, fue el Guan Yin (en japonés: 観音猿鶴図) con capa blanca preservado en el templo Daitoku-ji de Kioto. Esta pintura, junto a otros ejemplos Chán, tuvieron una profunda influencia en el desarrollo de la pintura con tinta en Japón. A pesar de que sus ideales estéticos zen originales fueron ensombrecidos por otros estilos más liberales de pintura, su influencia perduró. Incluso durante la dinastía Yuan y la posterior dinastía Ming, sus obras fueron imitadas como muestra una copia de su Guan Yon datada e.

### Libros
- Toda Teisuke, Mokkei and Gyokkan, Great Compendium of India Ink Paintings, vol. 3, Kodansha, 1973.
- Max Loehr, The Great Painters of China, Oxford: Phaidon Press, 1980.

### Artículos
- Shen Moujian, Encyclopedia of Chinese Artists (Zhongguo meishu jia renming cidian), Shanghái, p. 540.
- Sickman and Soper, The Pelican History of Art, Middlesex, 1956, pp. 260–3.
- Jane Turner ed., The Dictionary of Art, Macmillan, 1996, vol. 22, pp. 325–6.